# Самбуев, Батор Сергеевич
Батор Сергеевич Самбуев (род. 25 ноября 1980, Улан-Удэ) — канадский, ранее российский шахматист, гроссмейстер (2006).
Переехал в Канаду в 2007 году, неоднократно побеждал в чемпионате страны (2011, 2012, 2017).
В составе сборной Канады участник двух олимпиад (2012, 2014). В 2012 году играл на первой доске, в 2014 — на второй.
Участник Кубка мира 2013, однако выбыл из борьбы в 1-м туре, уступив Александру Морозевичу.

## Спортивные достижения
| Год  | Город      | Турнир                | + | − | = | Результат | Место |
| ---- | ---------- | --------------------- | - | - | - | --------- | ----- |
| 2003 | Красноярск | 56-й чемпионат России | 2 | 3 | 4 | 4 из 9    | 43-63 |
| 2011 | Гуэлф      | Чемпионат Канады 2011 | 6 | 0 | 3 | 7,5 из 9  | 1-2   |
| 2012 | Монреаль   | Чемпионат Канады 2012 | 8 | 0 | 1 | 8,5 из 9  | 1     |
| 2017 | Монреаль   | Чемпионат Канады 2017 | 8 | 1 | 0 | 8 из 9    | 1-2   |

## Изменения рейтинга
| Графики недоступны из-за технических проблем. См. информацию на Фабрикаторе и на mediawiki.org. |